# Bollodingen
Bollodingen est une localité et une ancienne commune suisse du canton de Berne, située dans l'arrondissement administratif de Haute-Argovie.
Le 1er janvier 2011, l'ancienne commune a été intégrée dans celle de Bettenhausen.